# Ponte de Cần Thơ

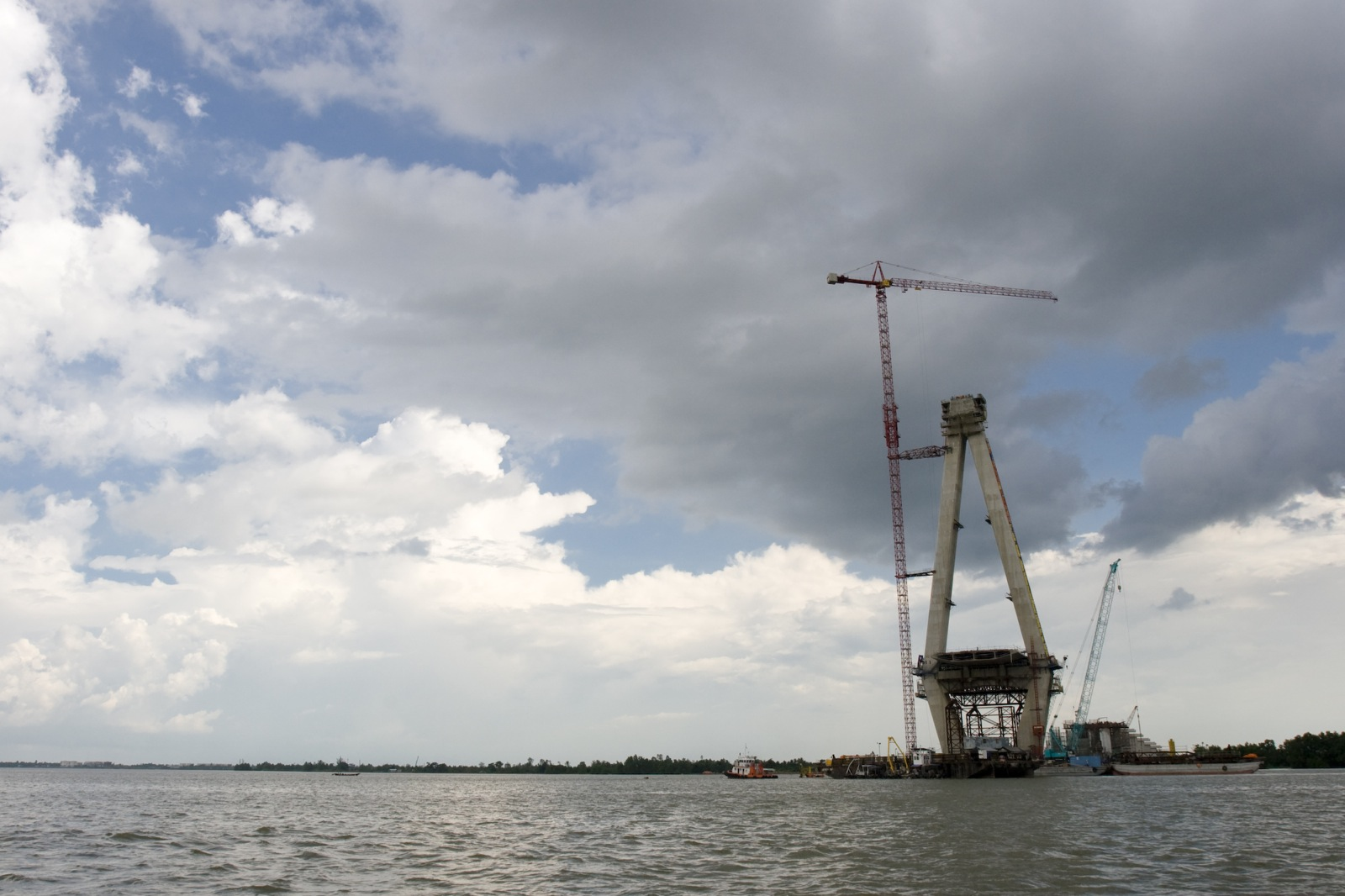
Construção da Ponte de Cần Thơ sobre o rio Mekong.

A ponte de Cần Thơ é uma ponte que está em construção no Vietname. Estruturalmente é uma ponte suspensa por cabos sobre o rio Mekong, ligando a província de Vinh Long e Cần Thơ no delta do mesmo rio.
A construção começou em 2004 e tem fim previsto para 2008, com um custo de 342,6 milhões de dólares, financiado por capital japonês.
Em 26 de setembro de 2007 uma secção da ponte com cerca de 90 metros de extensão ruiu, causando 54 mortos e 140 feridos entre os trabalhadores.